# Samostan svete Katarine na Sinaju
Samostan svete Katarine (grčki: Μονὴ τῆς Ἁγίας Αἰκατερίνης) nalazi se na ulazu u klanac planine Sinaj (Sinajski poluotok) pored grada Sveta Katarina (arapski: سانت كاترين, Saint Katherine) u guvernatu Južni Sinaj (Egipat). Samostan se nalazi na visini od 1586 metara, u podnožju brda Horeb (arapski: Džebel Musa) gdje je prema Starom zavjetu Mojsije primio Deset Božjih zapovjedi. Cijelo ovo područje je sveto trima svjetskim vjerama: kršćanstvu, islamu i judaizmu. Samostan svete Katarine je osnovan u 6. stoljeću i jedan je od najstarijih kršćanskih samostana koji još uvijek djeluje. Drugi koji se nadmeće za titulu najstarijeg je također u Egiptu, Samostan svetog Antuna Pustinjaka, koji se nalazi s druge strane Crvenog mora, u pustinji južno od Kaira.
Zbog toga je 2002. godine upisan na UNESCO-ov popis mjesta svjetske baštine u Africi, između ostalog i zbog svojih "bizantskih zidina i samostanskih građevina u kojima se nalazi izvanredna kolekcija ranih kršćanskih iluminiranih rukopisa i ikona, sve uokvireno grubim planinskim krajolikom u kojemu se nalaze brojni arheološki i vjerski lokaliteti i spomenici".

## Povijest
Najstariji spomen isposničkog života na Sinaju je iz jednog putopisa na latinskom koji je navodno napisala hodočasnica imenom Egeria (ili Silvija), galskog podrijetla, iz 381. – 384. godine.
Samostan je osnovao bizantski car Justinijan I. Veliki (vladao od 527. – 565.) utvrdivši kapelu Gorućeg grma koju je još ranije dala izgraditi Sveta Helena, majka Konstantina I. Velikog. Grm koji se nalazi na tom mjestu je navodno isti onaj koji je Mojsije vidio kako goreći ne izgara prije no što je primio Deset Božjih zapovijedi. Sve do 20. stoljeća u samostan se ulazilo kroz samo jedna vrata, visoko na zidinama samostana.
Iako je samostan poznat kao "Samostan svete Katarine", njegovo službeno ime je Sveti i carski samostan Božje-utabane planine Sinaj, a svetkovina samostana je Isusovo preobraženje. Samostan je postao povezan sa Svetom Katarinom tek oko 800. godine kada su relikvije ove svetice prenesene u samostan (prema predaji čudotvorno djelo anđela), nakon čega je samostan postao jedno od omiljenih kršćanskih mjesta hodočašća.
Jedan od važnijih dokumenata u posjedu samostana je primjerak tzv. "Muhamedove adhiname" kojom je, navodno, sam Muhamed obećao samostanu zaštitu. Sva ostala izolirana anahoretska mjesta na Sinaju su uništili muslimani još tijekom 7. stoljeća.
Samostan je, zahvaljujući arapskoj okupaciji, uspio izbjeći Bizantski ikonoklazam, tijekom kojega su po carskoj naredbi uništene sve slike i samostani u Bizantskom Carstvu. Zbog toga se najstarije ikone općenito nalaze upravo tu, iz 6. a možda i 5. stoljeća, većinom naslikane tehnikom enkaustike.
Fatimidi su u 10. stoljeću unutar zidina izgradili džamiju, ali nikada nije korištena jer nije pravilno usmjerena prema Meki. Tijekom križarskih ratova, usprkos antagonizmu između Zapadne i Istočne Crkve, samostan su darivali podjednako vladari Bizantskog Carstva i Jeruzalemskog Kraljevstva, kao i njihovi podanici. Tada su nastala brojna umjetnička djela hibridnog "Križarskog stila" od kojih se 120 ikona čuva u samostanu, što je najveći broj ovih umjetnina na jednom mjestu u cijelome svijetu.
Samostan je tijekom vremena ustanovio nekoliko svojih ispostava u Egiptu, Palestini, Siriji, Kreti, Cipru i Konstantinopolu. Danas samostan, zajedno s nekoliko ispostava u okolici, čini "Pravoslavnu Crkvu planine Sinaj" kojom upravlja nadbiskup koji je ujedno i opat samostana. Crkva se smatra autokefalnom (samostalnom pravoslavnom Crkvom), no njezina nadbiskupa postavlja
Jeruzalemski patrijarh pravoslavne Crkve, koji posljednjih stoljeća stoluje u Kairu, te se ona smatra nadređenom.

## Blago samostana
Samostanska knjižnica ima drugu najveću kolekciju ranih iluminiranih rukopisa i kodeksa na svijetu, manju jedino od kolekcije Vatikanske knjižnice. No, ona posjeduje starije tekstove na brojnim jezicima (grčki, arapski, armenski, hebrejski, gruzijski, sirijski i udi jezik). Najvrednijim se ipak smatra Sinajski rukopis (Codex Sinaicus) koji je zapravo kopija Biblije na grčkom iz 4. stoljeća pisana uncijalnim pismom (vrsta verzala) na pergamentu. On se smatra najstarijom Biblijom na svijetu. No, većina ovog rukopisa je u 19. stoljeću, pod nerazjašnjenim okolnostima, dospjela u Rusiju, a danas se nalazi razdijeljen u četiri svjetske knjižnice, najveći dio se nalazi u Britanskoj knjižnici u Londonu. Dana 1. rujna 2009. godine u knjižnici Samostana svete Katarine pronađeni su dotad neviđeni dijelovi ovog rukopisa.
Samostanski kompleks, koji je sam po sebi rijetko sačuvana arhitektura, također posjeduje neprocjenjivu kolekciju umjetnina, uključujući mozaike, najstarije ikone na svijetu, ali i liturgijske predmete poput kaleža i relikvijara.
- Grm ispred Kapele Gorućeg grma
- Izgled kapele 1857. god., litografija
- Jedina vrata na bizantskim zidinama
- Tornjevi crkve i džamije
- Estera (knjiga), stranica Sinajskog rukopisa iz 4. st.
- Najstariji prikaz sv. Petra, enkaustika na drvu, 6. st.
- Jedna od najstarijih ikona: Okrunjena Gospa s Djeteom na prijestolju sa svetima Jurjem i Teodorom i anđelima
- Najstariji prikaz Krista "Pantokratora" (Svevladara) na kojem različiti izrazi na desnoj i lijevoj strani lica svjedoče o njegovoj dvojnosti kao Boga i Čovjeka[5]
- "Sveta vrata" s prizorom Navještenja
- "Ljestve prema Raju" koje je opisao Sveti Ivan Klimak na Sinaju u 7. st.

## Vanjske poveznice
- Službene stranice Samostana Svete Katarine na Sinaju
- Saint Catherine Foundation
- Galerija umjetnina u samostanskoj kolekciji